# 中国銀行（香港）
中国銀行（香港）有限公司（ちゅうごくぎんこうホンコンゆうげんこうし、繁体字中国語: 中國銀行（香港）有限公司、英語: Bank of China (Hong Kong) Limited）は、総資産および預金量で香港第2の商業銀行。以前の名称は中国銀行香港分行である。中国銀行の香港法人だった12の系列子会社と2001年に合併し、現在の名称となった。略称は中銀香港、または英文行名からBOCHK。キャッチコピーは「Your Premier Bank」。
母体行である本土の中国銀行とは法的にも別組織であり、2002年には保有株式を放出して香港証券取引所に上場している。ただ、経営では親密な部分も残っており、特に保険や証券業分野では提携関係が深い。CIも本土中銀と同一のものである。

## 歴史
1917年、本土の銀行としては初めて中国銀行が香港に支店を開いた。1949年に中華人民共和国が成立した時点では、中銀を含む国有銀行の支店が15あり、官民合弁による9銀行（新華銀行、中南銀行、金城銀行、国華商業銀行、浙江興業銀行、塩業銀行、南洋兄弟銀行、華商銀行、中国工業銀行）が設立されていた。さらに1950年までに宝生銀行と南洋商業銀行が中共政府によって設立された。
1952年、官民合弁による9銀行が提携を結び、官民合弁銀行共同支店として運営されるようになった。店舗はen:George Wimpeyにより完成された。1954年に南洋兄弟銀行、華商銀行、中国工業銀行は本土政府によって接収され、店舗を閉鎖し離脱した。残留した6行は、1958年に中銀の香港・マカオ分行の傘下に入った。後に広東省銀行、華僑商業銀行、交通銀行の香港店舗も加わっている（交通銀行は1998年に離脱）。
1975年、中国政府が中銀に資本注入を実施し、民間企業による出資比率は1%未満にまで低下、かつて官民合弁であった中銀は実質完全国有化された。
1980年代、勘定系システムを一新したのに伴い、共同支店提携は中銀集団（中国銀行グループ）と名称を変えた。ただ、傘下の各行は個別の経営を続けていた。
1999年、株式上場を目指して傘下各行の全株式を中銀が取得、構造改革計画を策定し、2001年の中国人民銀行の承認を受けて実行に移された。中銀集団発足時からの6行は宝生銀行に吸収され、同行は中国銀行（香港）有限公司と改称。南洋商業銀行と集友銀行を中銀香港の子会社とした。香港特別行政区立法会は2001年7月12日に「中国銀行（香港）合併令」を公布し、同年10月1日に全合併作業が完了した。

## 中銀香港ホールディングス
中銀香港は、持株会社である中国銀行（香港）控股有限公司（BOC (Hong Kong) Holdings Limited、中銀香港ホールディングス）の100%出資子会社となっている。中銀香港ホールディングスは香港証券取引所に上場しており（証券コード: 2388）、米国預託証券も発行している（ティッカーシンボル: BHKLY）。香港ハンセン株価指数の構成銘柄の1つに選定されている。中銀香港以前にも上場する中国の銀行はあったが、いずれも「A株上場」（外国人投資家は売買できない市場）であり、国際的な資本市場に登場した中国の銀行としては第一号と言える。
2006年現在、中銀香港ホールディングスの筆頭株主は本土中国銀行（69.265%）であり、さらに本土中銀の筆頭株主は中央匯金投資（69.265%）となっている。中央匯金投資は中国政府が100%を出資する投資持株会社であり、中銀香港は未だ間接的に政府の影響下にある。

### 子会社

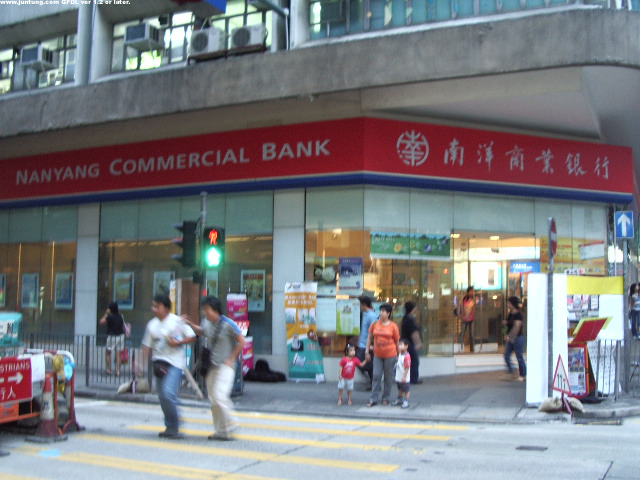
南洋商業銀行

1950年設立の南洋商業銀行は、中銀香港の100%出資子会社であり、41の支店をもつ。中小の製造業を中心とした融資を行っている。東南アジアの華僑社会と親密。勘定系システムは中銀香港と共有している。
集友銀行は、実業家として中共建設時に東南アジアの華僑社会を率いた陳嘉庚によって1947年に設立された。福建省からの移住者に広く利用されており、逆に同省のアモイでの教育事業に10億香港ドルを融資するなど、繋がりが深い。

## 業務

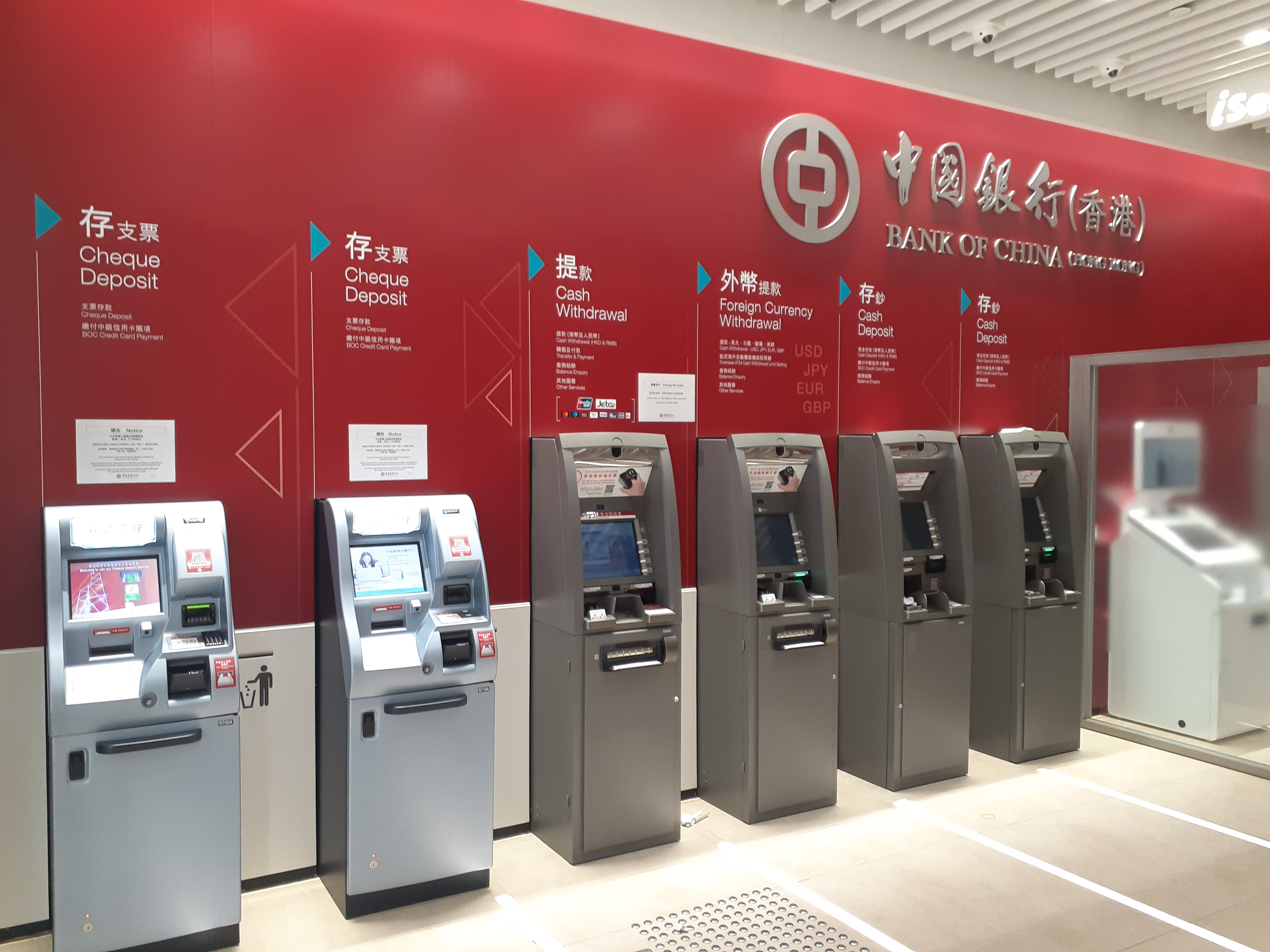
ATM

業務の中心は、依然として個人の預金を受け入れ企業に融資するという伝統的なものが中心だが、金利収入依存からの脱却を図り消費者金融やプライベートバンキングにも参入し、サービスの幅を広げている。損害保険、生命保険や年金運用も取り扱っている。
営業網は香港最大であり、200以上の支店と450台のATMを設置している。本土には14の支店があるが、中銀香港は香港の法令に基づいているため、外国銀行の扱いを受ける。

### 人民元の決済
2003年に締結されたCEPAの一環として、中国大陸住民による香港への個人旅行が段階的に開放された。それに伴い、香港金融管理局と中国人民銀行は2003年11月に、中国本土住民が香港で銀聯やクレジットカードを利用可能とする覚書に調印した。このため、本土の通貨である人民元を取り扱う機関が香港に必要となり、人民元決済行として、中銀香港が選定された。人民銀行が決済業務を外部に認可するのは初の事例であり、人民銀行の香港における総代理人という役回りを受持っている。

### 銀通
詳細は銀通を参照。
1982年に、銀通（Joint Electronic Teller Services Limited、JETCO）というATMネットワークを他5行（東亜銀行、旧浙江第一銀行（後に永亨銀行に買収された）、上海商業銀行、永隆銀行）と立ち上げた。現在では加盟行数は増え、累計1,400台のATMで銀通のサービスが利用できる。ただし、香港上海銀行とその傘下にある恒生銀行はATMを独自に設置しており、相互接続されていない。銀通は香港とマカオに跨っている。
銀通は中国本土の銀聯とも接続している。以前は銀通加盟行のキャッシュカードを使って、中国本土の銀聯ATMにおいて香港の口座から人民元で引き出すことができた。しかし、セキュリティー上の理由から2006年元旦より同サービスは停止された。代わりに銀通加盟行は別途、銀聯カードを発行することとなった。

### 香港ドル発券
香港ドルの紙幣発行をしている3行の金融機関（香港上海銀行、中銀香港、スタンダード・チャータード銀行）のひとつでもある。1994年5月1日から、中国銀行が「中国銀行香港分行」の名義で香港ドルの発券を開始した。2003年からは中銀香港により発券されるようになった。
また、それに伴い中銀香港は香港銀行公会の永久会員となり、同会長を持ち回りで輩出することになった。

### 旅行代理店
中銀香港は中銀旅行という旅行代理店も傘下に置いている。これは、もとは南洋商業銀行の傘下であり、同行と親密な華僑社会との接点から設立されたもの。

## 中国銀行タワー
詳細は中国銀行タワーを参照。

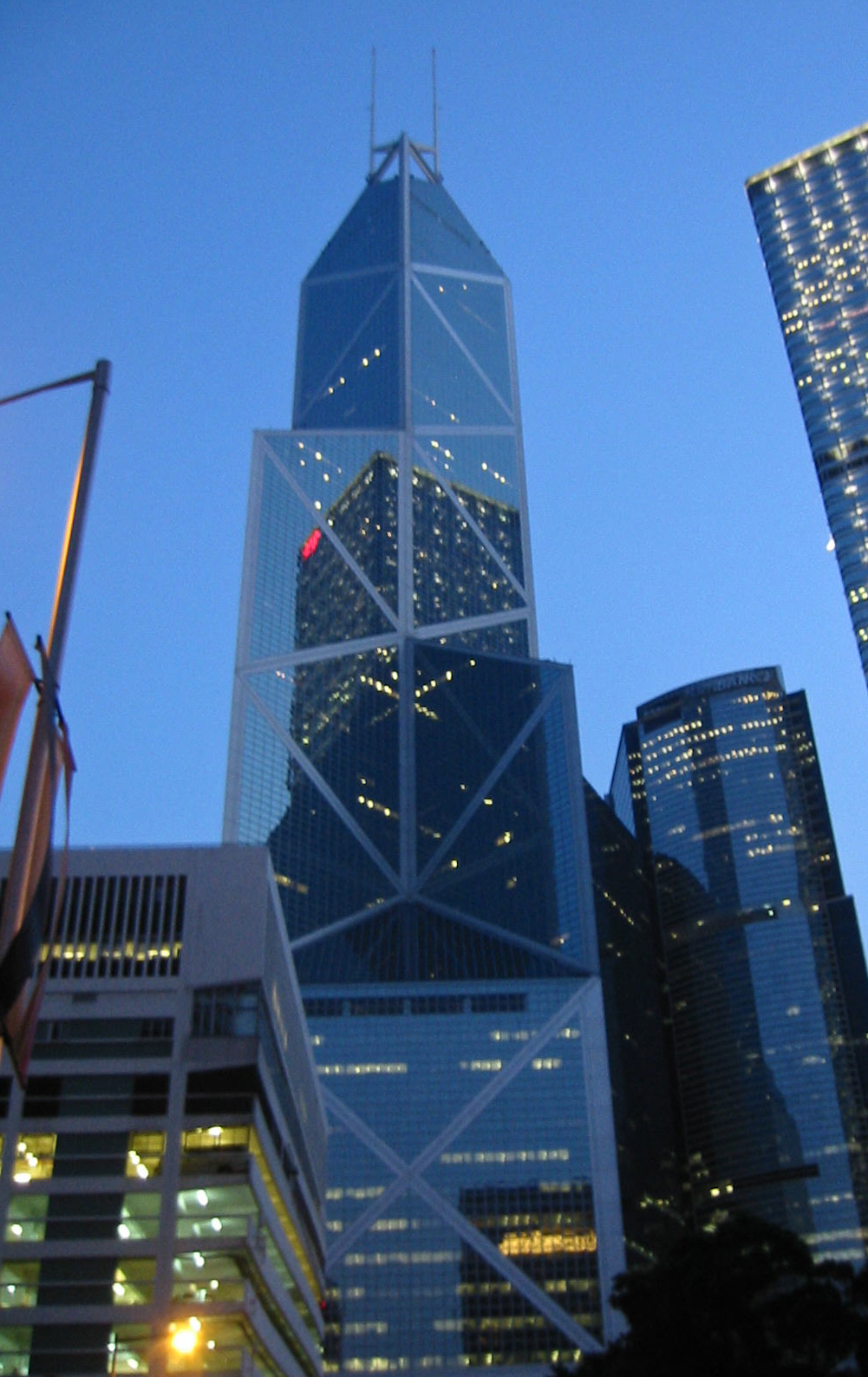
中銀タワーの夜景

中国銀行タワーは、香港島北部の金融街である金鐘地区に位置する超高層ビルで、中国系アメリカ人建築家であるイオ・ミン・ペイ（貝聿銘）の設計による。中環地区の香港上海銀行横に現存する、洋中折衷のアールデコ調建築である旧社屋（1950年完成、パーマー&ターナー設計）の老朽化、及び業務の効率化を図る目的で建設され、1990年に完成した。
鋼鉄製のトラスの枠組みをデザインに生かし、幾何学的なイメージを連想させる。青いハーフミラーガラスの壁面を持ち、意匠は発展する香港の街を、成長の早い植物の竹に見立てて起草された。地上72階建てで高さが367.4 mであり、完成当時は香港のみならずアジアでも最高の高さを誇った。中銀タワーは、アジアで初となる高さ300m超の超高層ビルであり、香港を象徴する建物であると同時に、香港のイメージをも変える建物となった。
全フロアが中銀のオフィス及び業務窓口として利用されており、展望台などは設置されていない。エントランスには「中国銀行（香港）」ではなく「中国銀行」とあり、実際に本土中銀も入居している。